# Браслет-2
«Браслет-2» — советский полнометражный чёрно-белый художественный фильм, поставленный на Киностудии «Ленфильм» в 1967 году режиссёрами Львом Цуцульковским и Михаилом Шамковичем по мотивам повести Льва Брандта.
Премьера фильма в СССР состоялась 26 февраля 1968 года.

## Сюжет
В годы Октябрьской революции и гражданской войны ипподромный рысак — блестящий бегун и любимец публики Браслет-2 становится обыкновенной гужевой лошадью по кличке Злодей. Однажды, когда повозка с грузом снарядов прорывалась к красноармейской батарее, лошадь контузило. Но рысака вылечили, и он снова с триумфом выступил на бегах под своим прежним именем.

## В фильме снимались
- Олег Жаков — Рыбкин
- Владимир Воробьёв — Сенька Мочалкин
- Василий Ливанов — наездник Африкан Савин
- Сергей Плотников — Чуркин, начальник автогужтранспорта
- Пров Садовский — Алексей Григорьевич Лысухин, владелец конюшни (роль озвучил — Олег Басилашвили)
- Владимир Труханов — Федька
- Константин Адашевский — комментатор на ипподроме
- Владимир Ляхов — комиссар

## Съёмочная группа
- Сценарий Альбины Шульгиной, Вадима Михайлова по мотивам повести Льва Брандта
- Режиссёры-постановщики — Лев Цуцульковский, Михаил Шамкович
- Главный оператор — Евгений Мезенцев
- Художник — Борис Быков
- Оператор — Константин Соболь
- Композитор и дирижёр — Мурад Кажлаев